# Moe Sedway
 (octobre 2021).
Moe Sedway (7 juillet 1894 - 3 janvier 1952) est un homme d'affaires et gangster américain. Il est un associé de Bugsy Siegel et un fidèle lieutenant de Meyer Lansky. Lui et Gus Greenbaum ont fait du Flamingo Las Vegas un grand succès après le meurtre de Siegel.